# Isola di Mainau

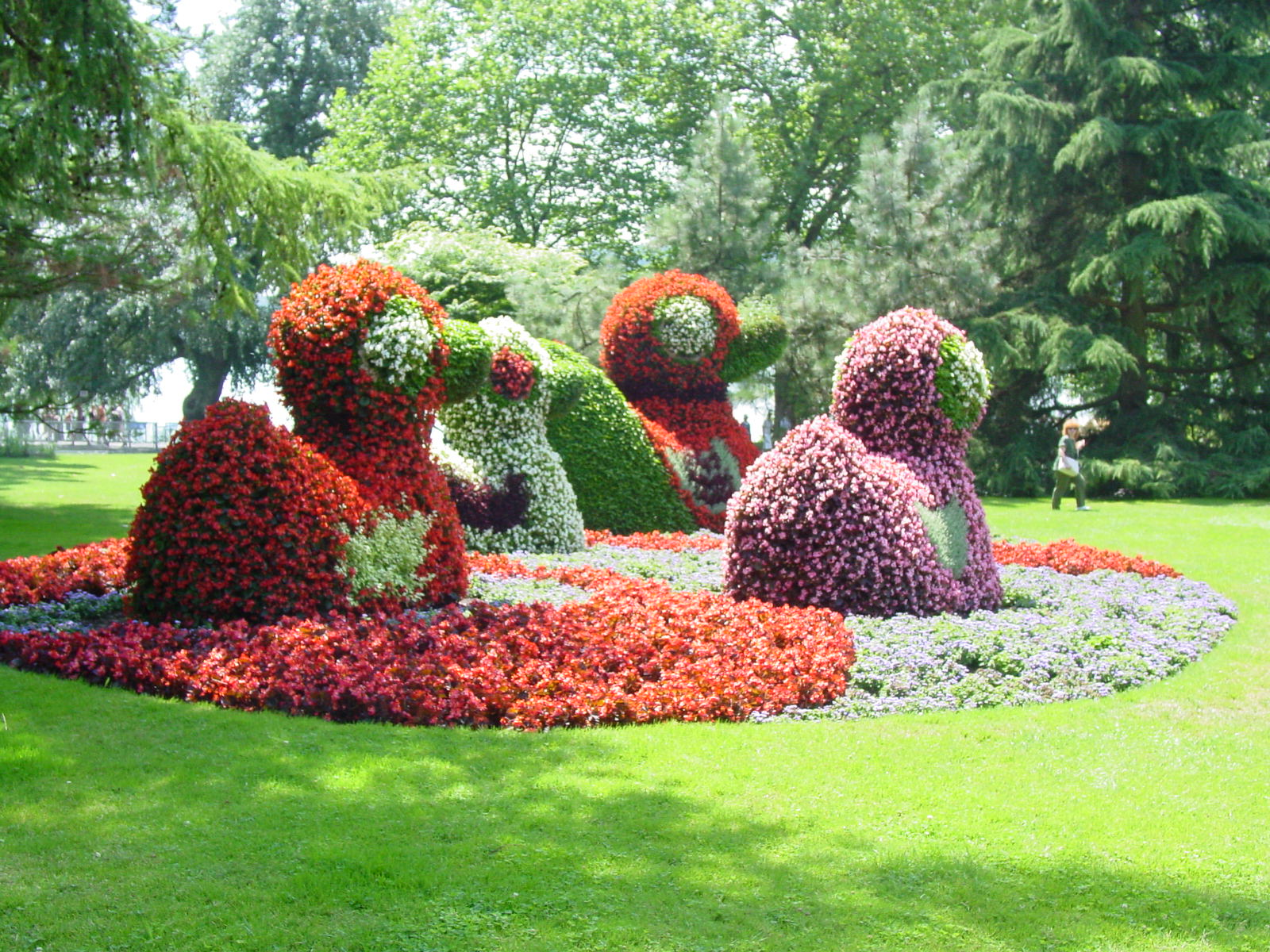
I fiori dell'isola

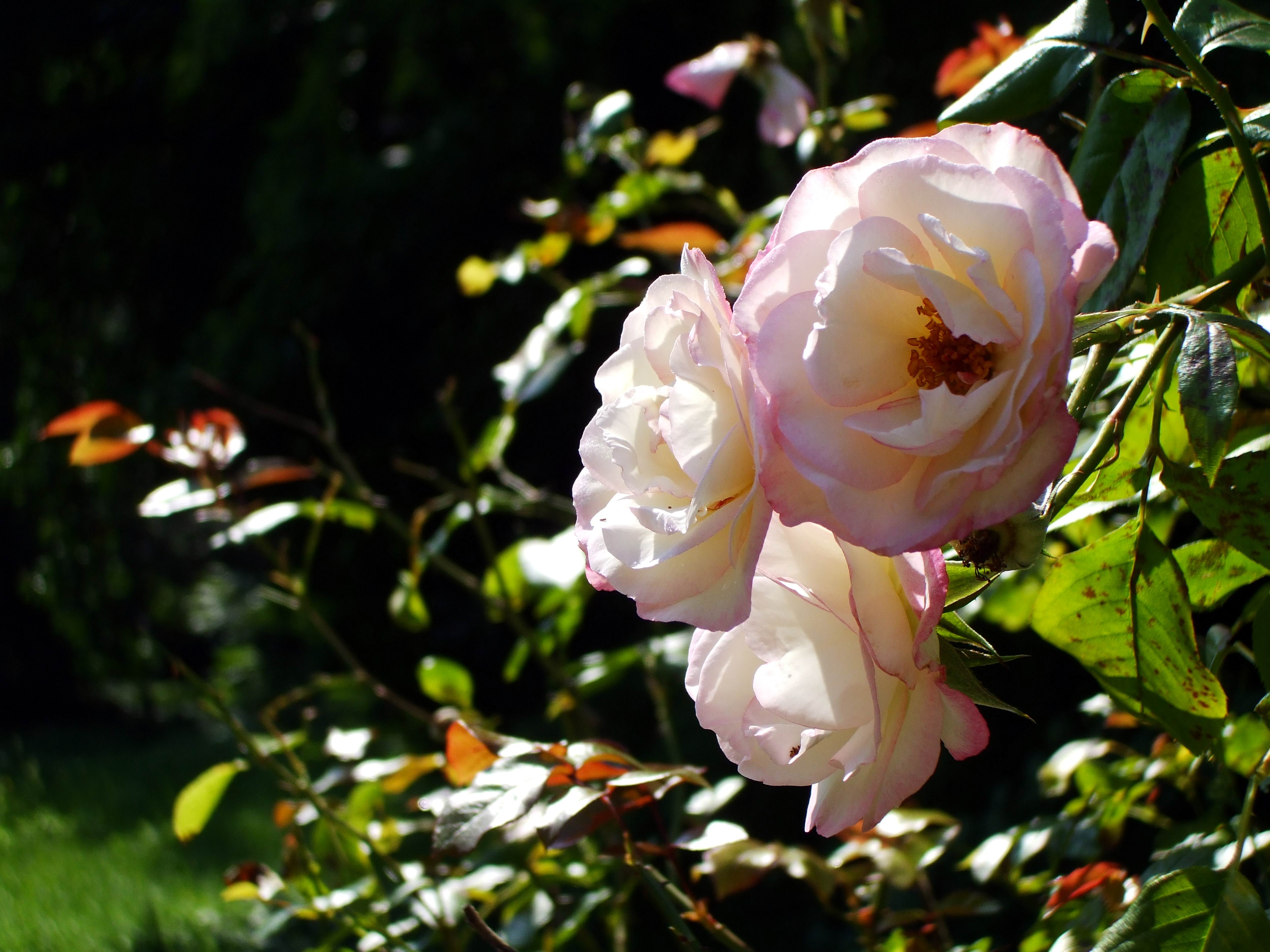
Particolare di fiore dei giardini

L'isola di Mainau è un'isola lacustre che si trova nel lago di Costanza, Germania e più precisamente nella parte nord-occidentale chiamata lago di Überlingen (Überlinger See). L'isola è collegata alla sponda meridionale del lago tramite un ponte.
Mainau è compresa nel territorio comunale della città di Costanza e appartiene ad una fondazione che fa capo alla famiglia Bernadotte.
L'isola è una nota meta turistica, grazie al clima mite del lago sull'isola si trova una vegetazione molto ricca, oltre ai giardini, particolarmente curati, vi si trova una serra tropicale con moltissime specie di farfalle.